# 小沢カオル
小沢 カオル（おざわ カオル、1972年9月29日 - ）は、日本の漫画家。女性。血液型はO型。突撃体験系レポートマンガの第一人者。捨て身の取材が特徴。本名：菊池真理子。

## 人物・作風
軽いタッチのポップな画風を持ちコメディ路線を基調とするも、サブカル系、ピンク系、オカルト系、キワモノ系の取材内容に体当たりで挑戦するのが作品の大きな特徴。
本人も、「雑誌内のヨゴレ仕事を請け負う大和の徒花」と公言して憚らない。自身のブログでも、「家に帰ってまずすることは放尿」などと完全にヨゴレに徹しているものの、座右の銘は「魂の貴族たれ」。
その一方で、豊富な恋愛経験（自称「マンガ界のフラレ女王」）と三十代女の超絶的な生き様から裏付けられる恋愛相談へのアドバイスは、多くのヤング・ミセスの共感を呼んでいる。作品『あやしい男と失恋（ヤ）ってきました（秋田書店）』は『だめんず・うぉ～か～』の著者倉田真由美も推薦。作品『あやしい人に遭ってきました（ぶんか社）』の連載当時のタイトルは『ザ・おんな道』であり、本来はイケてる女になるためにはどうしたらよいのかを探究するテーマであった。

## エピソード
- AVの撮影現場に潜入したり[7]、ストリップを観賞したり[8]、全身タイツを着て酸欠になったりと[9]、身体を張った取材と玉砕を敢行している。
- 洒水の滝にて滝行にチャレンジしたところ、軽いむち打ちになった[10]。
- 高校3年生の時に交際した男性がバイセクシャルであった。ヤリマンだと思っていたら処女だったという理由でふられた[11]。
- 少女漫画家の酒井美羽のアシスタントをしていたことがある[12]。

## 作品リスト

### 単行本
- あやしい取材に逝ってきました。（秋田書店、2009年8月20日、ISBN 978-4-253-10716-7）
- あやしい男と失恋(ヤ)ってきました。―今夜も泣き寝入り（秋田書店、2010年1月30日、ISBN 978-4-253-10720-4）
- あやしい人に遭ってきました。（ぶんか社、2010年2月10日、ISBN 978-4-8211-8937-3）
- マンガでわかる身近な法律相談SOS!（芳文社、監修：石丸幸人（弁護士）2012年3月30日、ISBN 978-4-832-25061-1）
- 東京23区女ひとり風呂（竹書房、2012年12月3日、ISBN 978-4-8124-9259-8）
- 超あやしい取材に逝ってきました。（秋田書店、2014年11月25日、ISBN 978-4-253-10738-9）
- キツい取材に逝ってきました。（秋田書店、2016年3月25日、ISBN 978-4-253-10739-6）
- 一発合格! これだけ まんが宅建士（建築資料研究社 2016年度版、監修: 日建学院）
  1. 宅建業法編（2016年4月10日、ISBN 978-4-863-58433-4）
  2. 法令・税その他編（2016年5月20日、ISBN 978-4-863-58434-1）
  3. 権利関係編（2016年7月30日、ISBN 978-4-863-58435-8）
- コミコミ5万でどれだけ海外旅行を楽しめるのか!?（ぶんか社、2019年7月10日、ISBN 978-4-8211-4522-5）
- だから死ぬ気で旅に出た（原作：片岡恭子、ぶんか社、2021年7月9日、ISBN 978-4-8211-4596-6）

### 連載中
- 『超本当にあった（生）ここだけの話』（芳文社）
- 今夜も泣き寝入り『恋愛LoveMAX』（秋田書店）
- 今夜も泣き寝入り『恋愛 チェリーピンク』（秋田書店）
- 柴魂『For.ミセス スペシャル』（秋田書店）
- 『本当にあったゆかいな話 増刊』（竹書房）
- 花の遊パチ 淑女同盟『パチンコ777』（竹書房）
- 雑誌『大人のカラダ STYLE』(学研)

## 出演メディア
- オリエンタルラジオのマンガアニメの日（よしもとオンライン、2010年8月）[13]
- ゴロウ・デラックス（TBS、2011年6月）[14]
- 中居正広のミになる図書館（テレビ朝日、2014年11月）[15]
- アートと伝統文化: 街角の“小美術館"発見（池袋テレビ、2015年8月）[16]
- おしゃべりオジサンと怒れる女（テレビ東京、2017年11月）[17]
- おしゃべりオジサンと怒れる女　新年会スペシャル（テレビ東京、2018年1月）[18]